# Ampliació del camp de batalla
Ampliació del camp de batalla (títol original en francès Extension du domaine de la lutte) és la primera novel·la de Michel Houellebecq, publicada a França el 1994. La novel·la explica la història d'un enginyer informàtic solter que oscil·la entre un estat de depressió sense fons i una indiferència i passivitat vers el seu entorn i la societat francesa en general, amb un to sarcàstic característic de l'autor.

## Argument
El protagonista (sense nom, l'autor l'anomena Notre héros, El nostre heroi, al llarg de tota la novel·la), té trenta anys i es guanya bé la vida treballant per una gran empresa en la que hi desenvolupa un càrrec mitjà-alt com a analista-programador informàtic. Malgrat el seu èxit en l'aspecte laboral, es considera un fracassat en el terreny amorós. Lleig i sense encant, amb freqüents episodis depressius, no correspon al que les dones busquen en un home. El lector no en coneix el nom, i sembla que a ningú li interessi.
Resignat al seu fracàs emocional, simple observador, narra de forma perspicaç aquesta lluita diària entre sexes, en una societat occidental moderna materialista, sota la influència del model liberal, en la que els seus companys, ell inclòs, busquen una mica d'amor, plaer i diners, alguns amb molt d'èxit, d'altres, com El nostre heroi, resignats a la masturbació i la depressió, reclosos en una nostàlgia adolescent, a voltes pensant en el suïcidi com l'única sortida.
La sexualitat és, doncs, un sistema jeràrquic, semblant com ho és el món de l'empresa. La lluita diària és ferotge, hi ha guanyadors i perdedors. Alguns d'aquests perdedors, però, es resisteixen a caure en l'abisme existencial en el que cau El nostre heroi, i que de fet contrasta amb la seva pròpia neurastènia. Apareix, en aquest cas, el personatge de Raphael Tisserand, company de feina d'El nostre heroi, i qui de fet admira El nostre heroi per haver tingut alguna relació sentimental amb una dona en el passat. Es tracta d'un home de 28 anys verge, per qui el sexe es converteix en una obsessió, en el seu leitmotiv. Tisserand escolta amb devoció les reflexions sobre l'amor d'El nostre heroi, unes reflexions que tindran unes conseqüències tràgiques però plenes d'inspiració i revelació existencial.

## Temes
Es fa difícil saber si Houellebecq expressa les seves idees a través dels seus personatges o si, al contrari, utilitza el protagonista de la novel·la per crear un antiheroi amb uns valors intel·lectuals particularment insòlits.
La novel·la exposa una proposta interessant sobre l'anàlisi de les relacions socials entre homes i dones amb el rerefons constant del corrent del neoliberalisme, una proposta propera a la concepció que en té el sociòleg Michel Clouscard.
La lluita en qüestió és, doncs, la lluita entre les classes socials, estesa o ampliada al camp sexual, a la lluita social entre homes i dones.

## Adaptació cinematogràfica
La novel·la es va portar al cinema el 1999 amb el mateix títol. Amb la realització de Philippe Harel, compta amb el repertori de José Garcia, Philippe Harel i Catherine Mouchet.